# Gabriel Graciani
Gabriel Maximiliano Graciani (Bovril, Entre Ríos, Argentina; 28 de noviembre de 1993) es un futbolista argentino. Juega de volante y su equipo actual es Ñublense de la Primera División de Chile.

## Trayectoria
Marchó rumbo a Colón tras haber disputado algunos encuentros en la Tercera División con Deportivo Bovril. Club donde su padre Gustavo fue un destacado goleador en la Liga de Paraná Campaña, con el cual supo dar la vuelta olímpica. Su tío Gabriel Reinaldo Graciani también es futbolista histórico de Club Atlético Patronato.
Realizó su debut en la Primera División en la victoria de Colón, al cual llegó proveniente de Deportivo Bovril, por dos goles contra cero frente a Quilmes el 12 de febrero de 2011. En su tercer partido en primera división convirtió su primer gol, de local frente a Gimnasia y Esgrima de La Plata.

## Estadísticas

### Clubes
Actualizado hasta su último partido disputado el 30 de mayo de 2025.
| Club                              | Div.          | Temporada     | Liga  | Liga  | Liga   | Copas nacionales | Copas nacionales | Copas nacionales | Torneos internacionales | Torneos internacionales | Torneos internacionales | Total | Total | Total  |
| Club                              | Div.          | Temporada     | Part. | Goles | Asist. | Part.            | Goles            | Asist.           | Part.                   | Goles                   | Asist.                  | Part. | Goles | Asist. |
| --------------------------------- | ------------- | ------------- | ----- | ----- | ------ | ---------------- | ---------------- | ---------------- | ----------------------- | ----------------------- | ----------------------- | ----- | ----- | ------ |
| C. A. Colón Argentina             | 1.ª           | 2010-11       | 9     | 1     | 0      | —                | —                | —                | —                       | —                       | —                       | 9     | 1     | 0      |
| C. A. Colón Argentina             | 1.ª           | 2011-12       | 24    | 1     | 3      | 1                | 1                | 1                | —                       | —                       | —                       | 25    | 2     | 4      |
| C. A. Colón Argentina             | 1.ª           | 2012-13       | 33    | 0     | 7      | 1                | 0                | 0                | 2                       | 1                       | 0                       | 36    | 1     | 7      |
| C. A. Colón Argentina             | 1.ª           | 2013-14       | 31    | 6     | 2      | —                | —                | —                | —                       | —                       | —                       | 31    | 6     | 2      |
| C. A. Colón Argentina             | Total club    | Total club    | 97    | 8     | 12     | 2                | 1                | 1                | 2                       | 1                       | 0                       | 101   | 10    | 13     |
| Estudiantes de la Plata Argentina | 1.ª           | 2014          | 11    | 0     | 0      | —                | —                | —                | 1                       | 0                       | 0                       | 12    | 0     | 0      |
| Estudiantes de la Plata Argentina | 1.ª           | 2016-17       | 7     | 0     | 0      | 3                | 1                | 0                | 1                       | 0                       | 0                       | 11    | 1     | 0      |
| Estudiantes de la Plata Argentina | Total club    | Total club    | 18    | 0     | 0      | 3                | 1                | 0                | 2                       | 0                       | 0                       | 23    | 1     | 0      |
| C. A. Independiente Argentina     | 1ª.           | 2015          | 6     | 0     | 0      | 1                | 0                | 0                | —                       | —                       | —                       | 7     | 0     | 0      |
| C. A. Independiente Argentina     | Total club    | Total club    | 6     | 0     | 0      | 1                | 0                | 0                | 0                       | 0                       | 0                       | 7     | 0     | 0      |
| Atlético de Rafaela Argentina     | 1.ª           | 2015          | 14    | 1     | 2      | 2                | 0                | 0                | —                       | —                       | —                       | 16    | 1     | 2      |
| Atlético de Rafaela Argentina     | 1.ª           | 2016          | 11    | 3     | 0      | —                | —                | —                | —                       | —                       | —                       | 11    | 3     | 0      |
| Atlético de Rafaela Argentina     | Total club    | Total club    | 25    | 4     | 2      | 2                | 0                | 0                | 0                       | 0                       | 0                       | 27    | 4     | 2      |
| C. A. Patronato Argentina         | 1.ª           | 2016-17       | 12    | 1     | 0      | —                | —                | —                | —                       | —                       | —                       | 12    | 1     | 0      |
| C. A. Patronato Argentina         | Total club    | Total club    | 12    | 1     | 0      | 0                | 0                | 0                | 0                       | 0                       | 0                       | 12    | 1     | 0      |
| San Martín (T) Argentina          | 2.ª           | 2017-18       | 14    | 1     | 1      | —                | —                | —                | —                       | —                       | —                       | 14    | 1     | 1      |
| San Martín (T) Argentina          | Total club    | Total club    | 14    | 1     | 1      | 0                | 0                | 0                | 0                       | 0                       | 0                       | 14    | 1     | 1      |
| Club Olimpo Argentina             | 2.ª           | 2018-19       | 24    | 3     | 2      | —                | —                | —                | —                       | —                       | —                       | 24    | 3     | 2      |
| Club Olimpo Argentina             | Total club    | Total club    | 24    | 3     | 2      | 0                | 0                | 0                | 0                       | 0                       | 0                       | 24    | 3     | 2      |
| Sarmiento de Junín Argentina      | 2.ª           | 2019-20       | 16    | 1     | 3      | 1                | 0                | 0                | —                       | —                       | —                       | 17    | 1     | 3      |
| Sarmiento de Junín Argentina      | 2.ª           | 2020          | 8     | 1     | 2      | —                | —                | —                | —                       | —                       | —                       | 8     | 1     | 2      |
| Sarmiento de Junín Argentina      | 1.ª           | 2021          | 22    | 1     | 4      | 11               | 1                | 0                | —                       | —                       | —                       | 33    | 2     | 4      |
| Sarmiento de Junín Argentina      | Total club    | Total club    | 46    | 3     | 9      | 12               | 1                | 0                | 0                       | 0                       | 0                       | 58    | 4     | 9      |
| Instituto de Córdoba Argentina    | 2.ª           | 2022          | 38    | 13    | 9      | —                | —                | —                | —                       | —                       | —                       | 38    | 13    | 9      |
| Instituto de Córdoba Argentina    | 1.ª           | 2023          | 26    | 3     | 4      | 16               | 0                | 1                | —                       | —                       | —                       | 42    | 3     | 5      |
| Instituto de Córdoba Argentina    | Total club    | Total club    | 64    | 16    | 13     | 16               | 0                | 1                | 0                       | 0                       | 0                       | 80    | 16    | 14     |
| C. D. Ñublense · Chile            | 1.ª           | 2024          | 28    | 6     | 3      | 8                | 1                | 2                | —                       | —                       | —                       | 36    | 7     | 5      |
| C. D. Ñublense · Chile            | 1.ª           | 2025          | 12    | 1     | 1      | 6                | 1                | 0                | 2                       | 0                       | 0                       | 20    | 2     | 1      |
| C. D. Ñublense · Chile            | Total club    | Total club    | 40    | 7     | 4      | 14               | 2                | 2                | 2                       | 0                       | 0                       | 56    | 9     | 6      |
| Total carrera                     | Total carrera | Total carrera | 346   | 43    | 43     | 50               | 5                | 4                | 6                       | 1                       | 0                       | 402   | 49    | 47     |
| 1. 2.                             |               |               |       |       |        |                  |                  |                  |                         |                         |                         |       |       |        |